# Mujer y Salud en Uruguay
Mujer y Salud en Uruguay (MYSU) (vertaling: Vrouw en Gezondheid in Uruguay) is een feministische niet-gouvernementele organisatie opgericht in 1996. Haar missie is de "promotie en verdediging van de gezondheid, seksuele rechten en reproductieve rechten vanuit een genderperspectief en generaties". Het heeft een hoofdkantoor in Montevideo, een stabiel interdisciplinair team en een netwerk van professionele en geassocieerde onderzoekers op nationaal en regionaal niveau. Het wordt momenteel geleid door Lilián Abracinskas.

## Geschiedenis
In 1996 ontstond MYSU als een samenwerking tussen verschillende organisaties van vrouwen en mensen. Deze samenwerking was georganiseerd om de eisen op het gebied van gezondheid, seksuele en reproductieve rechten (SRR) in Uruguay te bespreken en te bevorderen. Op die manier organiseerde MYSU in hetzelfde jaar de eerste nationale bijeenkomst over de gezondheid van vrouwen. Vervolgens nam ze deel aan de eerste opvolging van overheidsbeleid voor vrouwen, uitgevoerd door de Nationale Opvolging Commissie (Comisión Nacional de Seguimiento - CNSmujeres), in de hoofdstukken over gezondheid en SRR.
In 2004 werd de organisatie opgericht als een non-profit vereniging. Sindsdien heeft zij burgercampagnes gevoerd voor de wijziging van het wettelijk kader van de praktijk van abortus in het land, voor het instellen van seksuele en reproductieve gezondheidsdiensten en voor de bevordering van het gebruikmaken van rechten door burgers.
In 2007 creëerde zij het Nationale Observatorium voor Gender, Seksuele en Reproductieve Gezondheid (SRG), waaruit jaarlijks studies worden uitgevoerd om toezicht te houden op de implementatie van overheidsbeleid en de kwaliteit van gezondheidsdiensten. Deze onderzoeken genereren bewijs ter ondersteuning van de agenda van eisen van burgers die zijn uitgewerkt samen met andere sociale en academische actoren.
Door de geschiedenis heeft MYSU officiële delegaties uit Uruguay geïntegreerd in instellingen van de Verenigde Naties voor politieke belangenbehartiging buiten nationale grenzen en om banden te leggen in de regio en de wereld. Daarnaast maakt zij deel uit van en heeft zij banden met verschillende netwerken van organisaties, zoals CNSmujeres, Gezondheidsnetwerk van Latijns-Amerikaanse en Caribische vrouwen (Red de Salud de las Mujeres Latinoamericanas y del Caribe (RSMLAC)) en International Women's Health Coalition (IWHC).
Als sociale organisatie met betrekking tot gender en gezondheid en SRR in het land, heeft ze deelgenomen en neemt zij deel aan verschillende interinstitutionele ruimtes, zoals de Nationale Genderraad van het Nationaal Instituut voor Vrouwen (Consejo Nacional de Género del Instituto Nacional de las Mujeres (INMUJERES)), de Raad van Advies van Montevideo voor gendergelijkheid (Consejo para la Igualdad de Género del gobierno de Montevideo) en het Open Overheidsnetwerk (Red de Gobierno Abierto).

## Richtlijnen
MYSU heeft vier richtlijnen:
Verbreiding
Ontwikkeling van strategieën voor de bevordering van mensenrechten en de integratie van gendergelijkheid in overheidsbeleid en burgerschap.
Onderzoek
Productie en verspreiding van studies over gender en gezondheid uitgevoerd door de Nationale Observatorium voor Gender, Seksuele en Reproductieve Gezondheid.
Promotie en communicatie
Ontwikkeling van bewustmakings- en verspreidingsactiviteiten over kennis, uitoefening en verdediging van seksuele en reproductieve rechten die zijn gericht op organisaties, groepen en mensen.
Opleiding, advisering en technische assistentie
Implementatie van trainingsmodaliteiten gericht op human resources, gezondheidswerkers en sociale wetenschappers, evenals advies aan groepen, maatschappelijke organisaties, parlementariërs, publieke en private instellingen op nationaal en regionaal niveau.

## Bron
1. ↑  (es) MYSU: activismo por los derechos sexuales y reproductivos en Uruguay. Distintas Latitudes (12 september 2016). Geraadpleegd op 14 april 2019.

- Dit artikel of een eerdere versie ervan is een (gedeeltelijke) vertaling van het artikel Mujer y Salud en Uruguay op de Spaanstalige Wikipedia, dat onder de licentie Creative Commons Naamsvermelding/Gelijk delen valt. Zie de bewerkingsgeschiedenis aldaar.